# Pawon

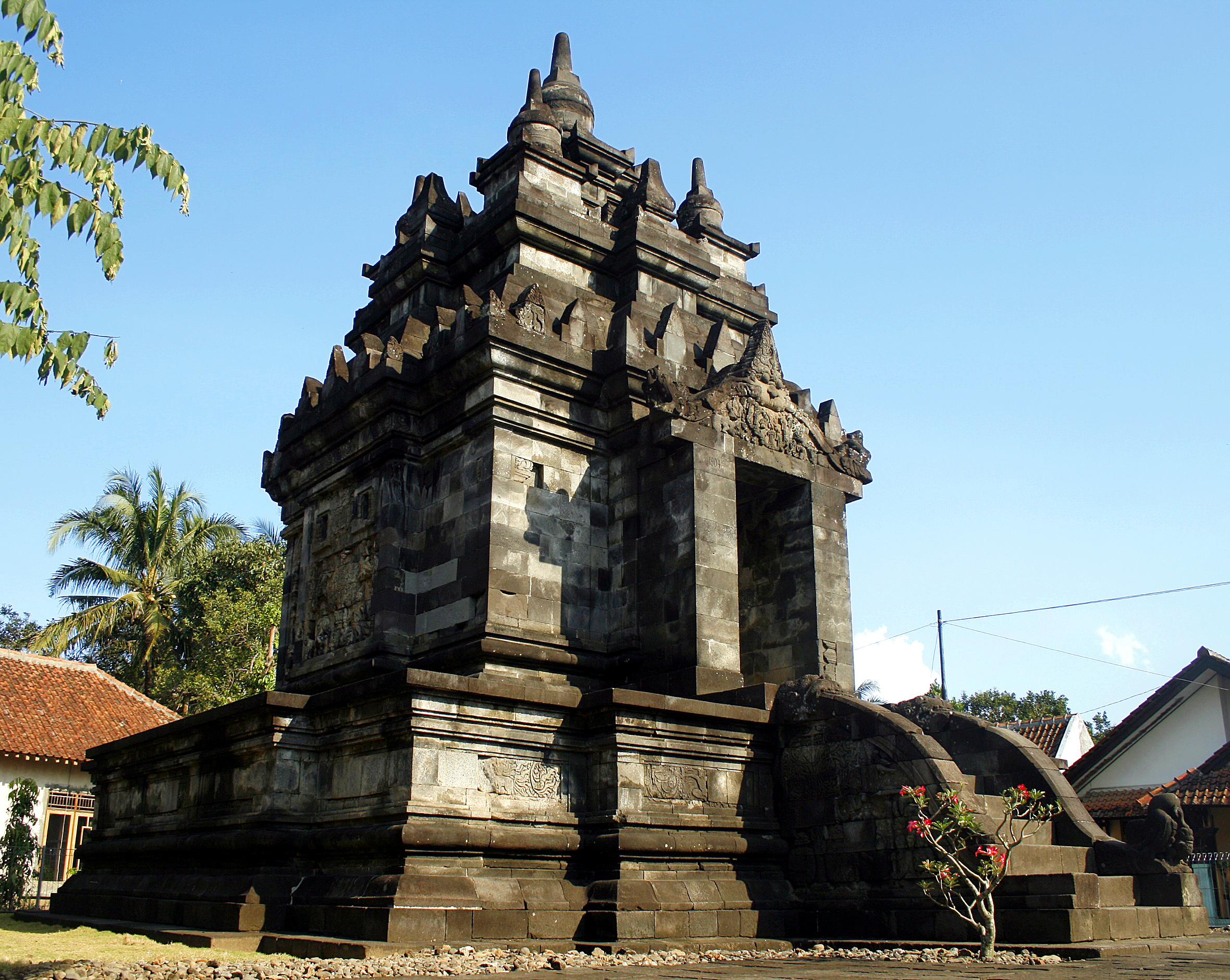
Pawon

Pawon (známý též pod místním názvem Candi Pawon) je relativně malý buddhistický chrám na Střední Jávě v Indonésii. Nachází se mezi dvěma dalšími chrámy – Borobudurem (1,75 km na severovýchod) a Mendutem (1,15 km na jihozápad). Všechny vyjmenované chrámy včetně Pawonu byly postaveny za vlády Šailendrů (8.–9. století). Výzkumy detailů i celkového stylu Pawonu napovídají, že chrám je ještě o něco starší než Borobudur. Všechny tři chrámy se nacházejí v jedné přímé linii. Tato skutečnost není zcela objasněna, může být následkem jakési symboliky spojující všechny tři chrámy.
| „ | Mezi Mendutem a Borobudurem stojí chrám Pawon, klenot javánské chrámové architektury. Tento chrám nejspíše sloužil k očištění mysli před výstupem na Borobudur. | “ |

Schematická mapka umístění tří buddhistických chrámů v přímé linii: Borobuduru, Pawonu a Mendutu

Původní jméno chrámu Pawon zůstává dosud nejasné. Výraz Pawon v javánštině doslova znamená „kuchyně“ a je odvozen z kořene awu, čili „prach“. Spojení se slovem „prach“ může rovněž naznačovat, že chrám Pawon byl původně postaven jako hrobka či pohřební chrám pro krále.
V současné době je součást dějiště oslav svátku vesak, který se slaví každoročně o úplňku v období od května do června a během kterého indonéští buddhisté i další účastníci vesaku z různých částí světa přecházejí od Mendutu kolem Pawna až k Borobuduru.

## Architektura
Chrám je lehce orientován směrem k severozápadu, je postaven na čtvercové základně. Na každé straně schodišť a vrcholu bran se nachází Kálamakara, která je běžně k vidění na klasických javánských chrámech. Vnější zeď chrámu je pokryta reliéfy bódhisattvů. Na reliéfních zobrazeních se rovněž nachází reliéfy kalpavrkši („stromu života“), kolem nějž jsou rozmístěny kinnary. Uprostřed chrámu se nachází místnost čtvercového půdorysu a malou, rovněž čtvercovou nádrží uprostřed. V místnosti je několik malých oken, které pravděpodobně sloužily k ventilaci. Střecha Pawonu je završena pěti malými stúpami. Kvůli relativní jednoduchosti, symetrii a harmonii stavby historici považují tento malý chrám za „klenot javánské chrámové architektury“.